# Mapa Kangnido
El mapa Kangnido (Mapa Integrado Histórico de Países y Ciudades) fue hecho en Corea a partir de un informe chino de 1402 confeccionado por Gim Sa-hyeong (김사형:金士衡), Li Mu (이무:李茂) y Li Hoi (이회).
El mapa describe la totalidad del Viejo Mundo, de Europa y África en el Oeste, Corea y Japón en el este, con una China de gran tamaño en el centro, a la vez precediendo a los primeros viajes europeos de exploración, y hasta los viajes famosos del almirante chino Zheng He, sugiriendo conocimiento geográfico a fondo y exploraciones de una fecha muy temprana.

## Orígenes
China comenzó a explorar los territorios al oeste de la delegación de Zhang Qian en el año 126 . Identificaron así varios países, como K'ang-chü (Sogdiana), Ta-Yuan (en Ferghana), Shih (파사:pa-sa:Parthia) y Daqin (대진:Daejin: Imperio romano). China también se involucró en viajes de mar, sobre todo después de la expansón del Islam sobre el continente en el siglo VIII.
Según las notas explicativas sobre este mapa, fue hecho combinando dos mapas chinos anteriores, un mapa, 聲教廣被圖 de Li Tse-min (李澤民) creado alrededor 1330 y otro mapa, 混一疆理圖 de Ch'ing Chün (清浚) producido alrededor 1370, ambos mapas se encuentran desaparecidos. Estos dos mapas vinieron a Corea mediante el embajador coreano Gim Sa-hyeong (1341-1407), y fueron combinados en 1402 por Li Hoi y Li Mu.

## Conflicto en la península de Liaodong de 1389 en el noroeste de China
Ese mismo año, el comandante militar coreano Yi Seonggye se disponía a invadir la península de Liaodong, una parte esencial de Manchuria, con su ejército. Este estaba a su vez comandado por la dinastía de Goryeo, que gobernaba en aquel momento, cuyo rey se llamaba U, para atacar a la dinastía Ming. Sin embargo, viendo la gravedad que podía suponer ese conflicto Yi Seonggye optó por evitar una guerra. Además, cabe destacar que Yi era pro-Ming y no estaba de acuerdo con la política de Goryeo, a quien finalmente derrotó y se autoproclamó como rey con el nombre de Taejongy fundó una nueva dinastía. La dinastía Joseon.

## SigloIX: Cambio de mentalidad
A partir de este siglo, las dinastías chinas que había en aquel momento incrementaron su crítica hacia la práctica del budismo debido a que la mentalidad se inclinaba más hacia el resurgimiento del confucianismo que ponía por encima la importancia del Estado antes que la espiritualidad. Por ello, la transición entre dinastías se considera un momento clave para la historia porque ello transformó la cultura y su sociedad, las estructuras políticas, jurídicas, cívicas y burocráticas, el poder se concentró en las manos del rey, se centralizó el poder burocrático y se introdujeron exámenes para la administración pública, se nacionalizó la tierra, se propuso un nuevo sistema tributario más justo y se intentó aboliar el budismo sin éxito

## Fundación de la dinastía Ming en 1368
La fundación de esta supuso un importante declive para la región de Mongolia y un auge para la unificación de otras grandes potencias, como es el caso de Japón quien unificó sus territorios del norte y del sur, y estableció un periodo pacífico y de amplia comercialización con las dinastías Ming y Joseon. Para unificar estas situaciones crearon el concepto "El mandato del cielo" que explicaba el crecimiento y la caída de las dinastías.

## El mapa del cielo
Denominado "posiciones de los cuerpos celestes en su orden natural y los campos celestiales a ellos asignados". Se basaba en cartas astrales chinas, y resultaba inusual en cuanto que reproducía los nombres chinos de los signos del zodíaco griego, que llegaron a China a través de los contactos de esta con el mundo musulmán a partir del siglo IX. Aunque contiene numerosas inexactitudes (muchas estrellas están mal alineadas), mostraba la realidad existente en 1390. En 1395 el mapa fue completado por el equipo del rey Kwon Geun.

## El mapa Kangnido
Es el mapa más antiguo y constituye el mundo asiático oriental. Se muestra con sus mares en un color verde oliva, y los ríos azules. Las cordilleras están marcadas por líneas negras dentadas, mientras que las islas más pequeñas se representan como círculos. Todos esos accidentes se destacan sobre el rico amarillo ocre de la tierra. El mapa está surcado de caracteres chinos en tinta negra que identifican ciudades, montañas, ríos y centros administrativos clave. Así como el mapa estelar colocaba a la dinastía Joseon bajo un nuevo cielo, el mapa Kangnido la situaba en una nueva representación de la Tierra. Está orientado con el norte arriba, sus dimensiones rectangulares, sugiere una Tierra plana y en su centro se encuentra China. Se elaboró, sobre todo, en función de la peculiar geografía física de la península coreana y por sus relaciones con China.

## El prefacio de Kwon Geun
El prefacio plantea dos elementos, mutuamente relacionados, que nos proporcionan un modo de entender el mapa. El primero es el contexto político de la creación del mapa, y el segundo la influencia de la cartografía china. En el siglo xv Qingjun hizo una réplica que muestra que este proporcionaba una descripción tanto geográfica como histórica de las anteriores dinastías chinas en la que posteriormente se añadió Corea al este, y añadió la península arábiga, África y Europa al oeste. Además, resulta obvio que el mapa trata de posicionar el nuevo reino coreano en el cambiante mundo político de Asia oriental a principios del siglo  xv.

## Contenido
El mapa representa en gran detalle el Imperio chino, así como Corea y Japón, aunque los tamaños relativos y las posiciones no sean exactamente conservadas. China y Corea son de gran tamaño, y Sudeste Asiático (con su península sobresaliente y exuberancia de islas) así como India es acorralada por el territorio.
En el Oeste, la península arábiga, África y Europa están delineadas claramente, aunque los continentes son mostrados más pequeños que su tamaño actual. En particular, el Mediterráneo esta claramente representado, así como las península ibérica e italiana y el Adriático.
Hay más de 100 nombres solo para los países europeos, incluso Alumangia para la palabra latina Alemania.
El conocimiento del contorno actual de África indica antiguas exploraciones del área, claramente precedentes a las exploraciones europeas de Vasco da Gama. En particular, la punta sur de África esta claramente representada, así como un río que puede corresponder al Río de Naranja en África del Sur. Al norte del continente africano, más allá de la masa central "negra" inexplorada, una pagoda está representando el Faro de Alejandría, y la palabra árabe Misr para Egipto es transcrita al chino.
La mayor parte de las transcripciones chinas de topónimos en el Sudoeste Asiático, África, y Europa vienen de originales árabes persanizados, indicando que el Kangnido puede haberse basado en gran parte en el conocimiento transmitido desde Medio Oriente.

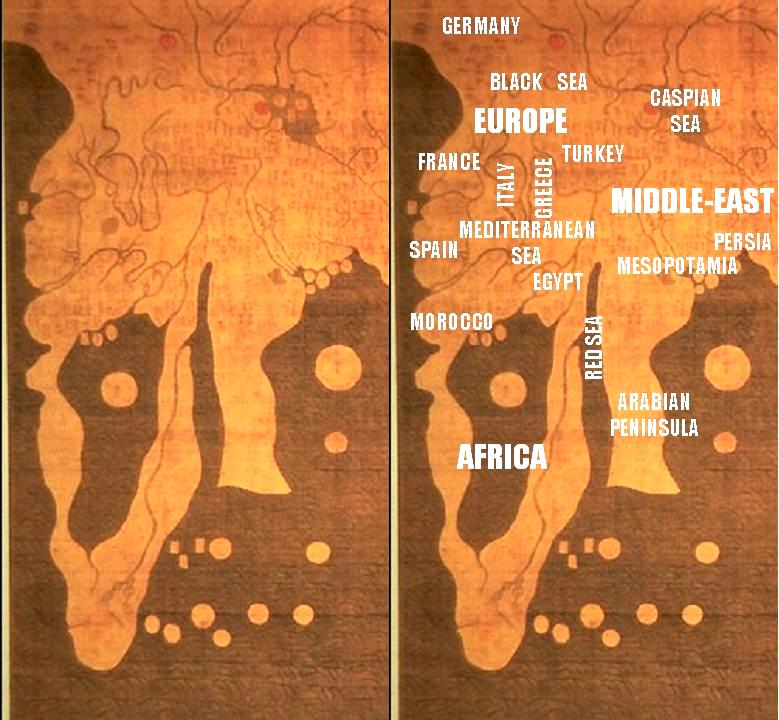
Detalles de África, Europa y Medio Oriente.

Traducción del artículo Kangnido map de la en:Wiki